# José Cura

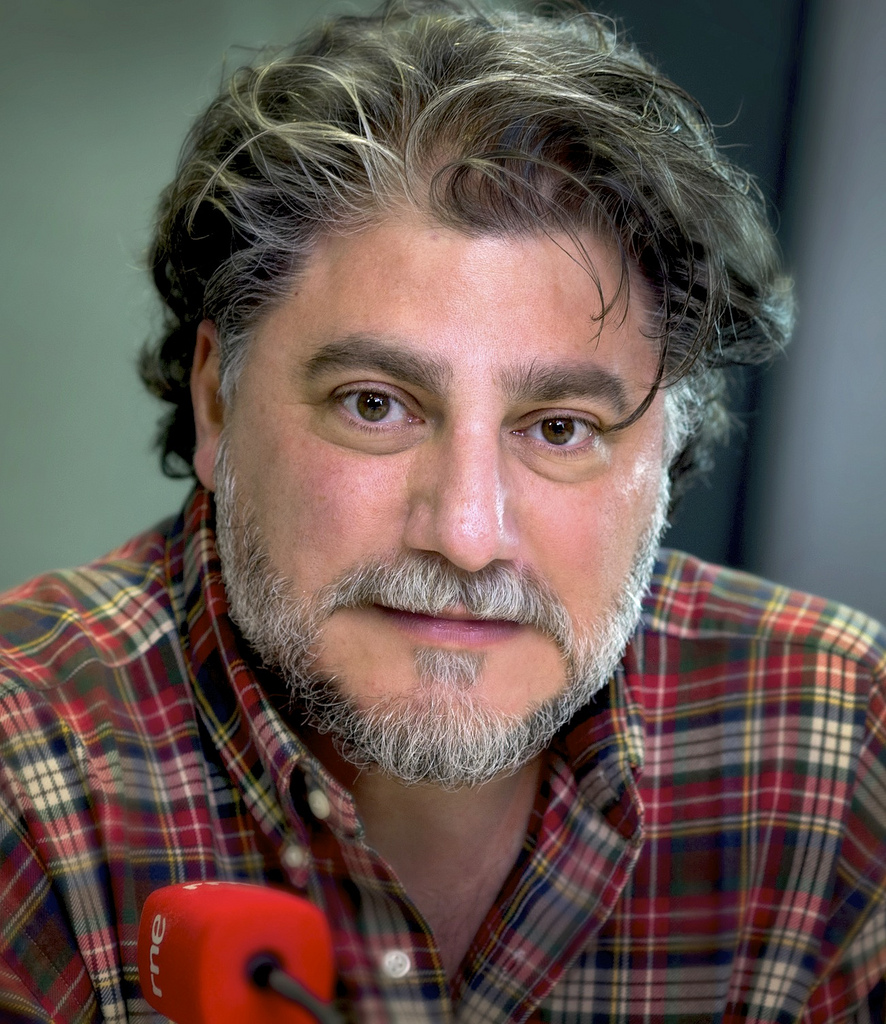
José Cura

José Cura, född 5 december 1962 i Rosario i Argentina, är en argentinsk internationellt eftertraktad operasångare (tenor), dirigent och på senare år även regissör och scenograf. 

## Diskografi
- La Traviata, 2000 [ÐVD & CD]
- Verdi Arias, 2000 [CD]
- Versismo, 1998 [CD]
- Il Trovatore, 2002 [DVD]
- Aurora, 2002 [CD]
- Manon Lescaut, 2000 (CD)
- Le Villi, 1994 (CD)
- Iris (Mascagni), 1996 (CD)
- Anhelo, 1997
- Samson et Dalia, 1998
- Feodora, 1998
- I Pagliacci, 2000
- Boleros, 2002
- Songs of Love, 2002 med Ewa Malas-Godlewska.
- A Passion Of Verdi, 2001 (DVD)
- Tosca, 2001 (DVD)
- Manon Lescaut, 2005 (DVD)
- Edgar, 2009 (DVD)